# محمد نجیب‌الله
محمد نجیب‌الله احمدزی (۶ اوت ۱۹۴۷ – ۲۷ سپتامبر ۱۹۹۶) مشهور به داکتر نجیب، پزشک و سیاستمدار اهل افغانستان بود که ۵ سال ریاست خدمات امنیت دولتی افغانستان را عهده‌دار بود و سپس پنجمین رئیس‌جمهور افغانستان و واپسین رئیس‌جمهور حکومت جمهوری دموکراتیک افغانستان شد. او که از دانشگاه کابل فارغ التحصیل شده بود، پیش از ریاست‌جمهوری،جایگاه‌های گوناگون را در جمهوری دموکراتیک افغانستان در اختیار داشت و از اعضای جناح پرچم حزب دموکراتیک خلق افغانستان بود.
نجیب‌الله پس از کودتای هفت ثور و شکل‌گیری جمهوری دموکراتیک افغانستان، در زمان حاکمیت حفیظ‌الله امین، سفیر افغانستان در ایران شد. در حکومت ببرک کارمل به عنوان رئیس سازمان جاسوسی برگزیده شد و یکی از اعضای برجسته حزب دموکراتیک خلق افغانستان از شاخه پرچم بود.
نجیب تا ۲۶ سپتامبر ۱۹۹۶ (۶ مهر ۱۳۷۵) و سقوط کابل در دفتر ساختمان سازمان ملل در کابل پناهنده بود اما او با برادرش شاهپور احمدزی در ساعات اولیه صبح روز ۲۷ سپتامبر، به‌دست طالبان از سازمان ملل ربوده شده و هر دو بعد از دو روز شکنجه پیکرشان از ایستگاه ترافیکی آریانا به دار آویخته شد.
دکتر نجیب در زمان ریاست جمهوری‌اش حزب خود را به وطن تغییر نام داد و در سال ۲۰۱۷، حامیان محمد نجیب‌الله، حزب وطن افغانستان را به عنوان ادامه راه او ایجاد کردند.
مرگ داکتر نجیب الله به دست سازمان استخباراتی ای اس آی پاکستان بود

## اوایل زندگی
نجیب‌الله در ۶ اوت ۱۹۴۷ در شهر گردیز، مرکز ولایت پکتیا در پادشاهی افغانستان به دنیا آمد. دهکده‌ای که نیاکان او متعلق به آن بودند در بین شهرهای گردیز و «سید کَرَم» پکتیا قرار داشت. تبار او از طایفه احمدزی شاخه غلجائی قوم پشتون بود.
وی در لیسه حبیبیه کابل و مدرسه سنت جوزف بارامولای هند تحصیل کرد. او در سال ۱۹۶۴ وارد دانشگاه کابل شد و در سال ۱۹۷۰ لیسانس جراحی پزشکی‌اش را به دست آورد. نجیب‌الله در ۲۸ سالگی در سال ۱۹۷۵ درجه دکترای پزشکی خود را به‌دست آورد. با این حال، او هرگز پزشکی نکرد و در سال ۱۹۶۵ که مصروف تحصیلات دانشگاهی بود، به جناح پرچم حزب دموکراتیک خلق افغانستان (ح.د.خ. ا) پیوست و تا سال ۱۹۷۳ همکار و محافظ نزدیک ببرک کارمل بود. او توانست در سال ۱۹۷۷ عضویت کمیته مرکزی ح.د.خ. ا را به‌دست آورد و در آوریل ۱۹۷۸، رسماً وارد عرصه قدرت شده و از اعضای شورای انقلاب بود. پس از اینکه وی پله‌های ترقی را به سرعت در حزب پیمود، از طرف جناح خلق که قدرت را به دست داشتند، به عنوان سفیر افغانستان در ایران از مرکز دور شد و پس از مدتی کوتاهی به اروپا تبعید شد. او تا هنگام تهاجم شوروی به افغانستان در سال ۱۹۷۹، در تبعید به سر برد و با سر قدرت آمدن جناح پرچم به رهبری ببرک کارمل، دوباره به افغانستان برگشت.
نجیب‌الله از سوی قوم و همزبانانش ستوده می‌شود و از او با نام‌های «شهید نجیب‌الله» و «دکتر نجیب» یاد می‌کنند. وی با خانم فتانه نجیب ازدواج کرد، خانم نجیب و فعلاً به همراه سه دخترشان در کشور هند زندگی می‌کنند، وی استاد زبان و ادبیات فارسی دری است.

## فعالیت‌ها سیاسی

### قدرت در دست جناح خلق

#### سفارت ایران: ۱۹۷۸–۱۹۸۰
پس از کودتای هفت ثور ۱۳۵۷ خورشیدی، نجیب‌الله در سازمان‌های حزبی مشغول کار شد. در ماه ژوئیه ۱۹۷۸، او به عنوان سفیر به تهران اعزام گردید و پس از مدتی توسط نورمحمد تره‌کی و به دستور حفیظ‌الله امین به اروپا تبعید شد.

### قدرت در دست جناح پرچم

#### ریاست خاد: ۱۹۸۰–۱۹۸۵
در سال ۱۹۸۰، نجیب‌الله به عنوان رئیس خاد، سازمان اطلاعاتی دولت افغانستان منصوب شد و به درجه دگر جنرالی ارتقا یافت. او در طول شش سال ریاست خاد دو تا چهار معاون تحت فرمان خود داشت که به نوبه خود مسئول ۱۲ بخش بودند. بر اساس شواهد، نجیب‌الله در زندگی خانوادگی و حرفه‌ای خود عالی عمل می‌کرد، او بیشتر از همه افرادی که در مناصب عالی جمهوری دموکراتیک افغانستان فعالیت داشت، خدمت کرده‌است. در ژوئن ۱۹۸۱، نجیب الله به همراه محمداسلم وطنجار، فرمانده سابق اردوی ملی افغانستان و وزیر ارتباطات وقت و دگر جنرال محمد رفیع، وزیر دفاع، عضویت کمیته مرکزی حزب دموکراتیک خلق را کسب کردند. در زمان تصدی نجیب‌الله، پرسنل خاد از ۱۰ نفر به ۲۵٬۰۰۰ نفر و سپس ۳۰٬۰۰۰ نفر افزایش یافت. کارمندان خاد از پردرآمدترین کارکنان دولتی در افغانستان بودند. نجیب، در مورد برنامه تلقین مقامات خاد گفت: «یک سلاح در یک دست، یک کتاب در دست دیگر» فعالیت‌های ضد شورشی که توسط خاد راه اندازی شد در زمان نجیب الله به اوج خود رسید. نجیب‌الله مستقیماً به کاگ‌ب پاسخگو بود و بخش بزرگی از بودجه خاد توسط اتحاد جماهیر شوروی تأمین می‌شد.
همان‌طور که زمان نشان می‌دهد، نجیب‌الله بسیار کارآمد بود و در دوران تصدی خود به عنوان رهبر خاد، هزاران نفر از شهروندان ضد کمونیست، مخالفان سیاسی و بنیادگراها را دستگیر، شکنجه و اعدام کرد. کارامدی او توجه شوروی‌ها را به خود جلب کرد. به همین دلیل، خاد به بی‌رحمی مشهور شد. علاوه بر این، نجیب الله ریشه‌های سرقت، رشوه و فساد را در ابعادی که قبلاً دیده نشده بود، از میان برداشت.

#### به قدرت رسیدن: ۱۹۸۵–۱۹۸۶
او در نوامبر ۱۹۸۵ به پست منشی عمومی حزب دموکراتیک خلق افغانستان منصوب شد. به قدرت رسیدن وی با تبدیل خاد از ریاست به وزارتخانه، در ژانویه ۱۹۸۶ همزمان شد. میخائیل گورباچف با بدتر شدن اوضاع در افغانستان و جستجوی راه‌های خروج از آن، خواستار استعفای ببرک کارمل از سمت دبیرکلی حزب دموکراتیک خلق شد. این سؤال که چه کسی جانشین کارمل می‌شود بحث‌های داغی بود، اما گورباچف از نجیب‌الله حمایت کرد. یوری آندروپوف، دمیتری اوستینوف و بوریس پونوماروف همگی به نجیب‌الله فکر می‌کردند. مذاکرات دربارهٔ جانشینی کارمل از سال ۱۹۸۳ آغاز شده بود. با وجود این، نجیب‌الله تنها انتخاب شوروی نبود، یک گزارش جی‌آریو نشان می‌دهد که او یک ملی‌گرای پشتون است، موضعی که می‌تواند محبوبیت رژیم را بیشتر کاهش دهد. فرد مورد نظر جی‌آریو، اسدالله سروری رئیس سابق اگسا، پلیس مخفی قبل از خاد بود، که به عقیده آنها بهتر می‌توانست بین پشتون‌ها، تاجیک‌ها و هزاره‌ها توازن برقرار کند. یکی دیگر از نامزدهای مناسب عبدالقادر بود که رئیس انقلاب ثور بود. با این‌حال نجیب‌الله در ۴ مه ۱۹۸۶ در هجدهمین نشست ح.د.خ. ا جانشین ببرک کارمل، به عنوان دبیرکل حزب دموکراتیک خلق افغانستان شد اما کارمل همچنان پست خود را به عنوان رئیس هیئت شورای انقلاب حفظ کرد.
در ۱۵ مه نجیب‌الله خود را دبیرکل حزب دموکراتیک خلق، کارمل را به عنوان رئیس شورای انقلاب و سلطان‌علی کشتمند را به عنوان رئیس شورای وزیران معرفی کرد.

## ریاست جمهوری
محمد نجیب الله در سال ۱۹۸۶ رئیس‌جمهور حکومت افغانستان شد و جانشین ببرک کارمل گردید. او به تدریج از اصول اصلی و خطوط مرامی حزب صرف نظر کرد و در قانون اساسی، در اساسنامه و مرامنامهٔ حزب تعدیلاتی به وجود آورد. نام حزب دموکراتیک خلق را به حزب وطن تبدیل کرد و با برنامه‌های سازمان ملل در مورد کناره‌گیری از قدرت، تشکیل حکومت موقت و حتی انتخابات آزاد موافقت نمود. وی یک لویه جرگه تشکیل داد که بیش از ۸۰۰ نفر در آن حضور داشت و در آن جرگه قانون اساسی نیز تغییر داده شد. دکتر نجیب در زمان پیشروی مجاهدین گنجینه باختر را که یکی از بزرگترین گنجینه‌های تاریخ بشمار می‌رود را از موزه ملی به زیرزمین بانک مرکزی انتقال داد تا از غارت در امان بماند. البته همین‌طور شد و در زمان جنگ‌های داخلی از دست غارتگران در امان ماند تا بالاخره در زمان حامد کرزی از آن رونمایی شد.
در دوران ریاست جمهوری وی، اتحاد جماهیر شوروی خروج نیروهای خود را از سال ۱۹۸۹ آغاز نمود و تا ۱۹۹۲ تمام نیروهای شوروی از خاک افغانستان بیرون رفتند. سیاست وی مصالحه با احزاب جهادی برای رسیدن به یک تفاهم ملی بود و اگر احزاب مخالفت می‌کردند، ادامه جنگ بدون حضور نیروهای شوروی بود. هرچند با خروج اتحاد جماهیر شوروی کمک نظامی به دولت نجیب قطع شد، اما شوروی‌ها با کمک‌های اقتصادی و اطلاعاتی از رژیم وی حمایت کردند درحالی‌که پاکستان و ایالات متحده به حمایت خود از مجاهدین ادامه دادند. او در طول دوران تصدی خود سعی کرد با فاصله گرفتن از سوسیالیسم به نفع ناسیونالیسم افغانی، لغو نظام تک‌حزبی و اجازه ورود غیرکمونیست‌ها به دولت از طریق اصلاحات آشتی ملی، چهره جدیدی از رژیم خود را برای مردم معرفی کند. در قانون اساسی سال ۱۹۹۰ همه اشاره‌ها به کمونیسم حذف شد و اسلام دین رسمی اعلام گردید، تاجران تبعید شده نیز اجازه ورود به افغانستان یافتند. به دلایل مختلف، چنین اصلاحاتی باید رژیم دکتر نجیب را از حمایت قابل توجهی برخوردار می‌کرد اما پس از کودتای اوت در مسکو و فروپاشی اتحاد جماهیر شوروی در دسامبر ۱۹۹۱، نجیب‌الله بدون حامی خارجی ماند. این امر، همراه با فروپاشی داخلی دولت وی به خصوص پیوستن ژنرال عبدالرشید دوستم به مجاهدین، منجر به استعفای وی در آوریل ۱۹۹۲، و ورود احزاب جهادی به عرصه قدرت افغانستان گردید.

### سیاست‌های اقتصادی
نجیب‌الله سیاست‌های اقتصادی کارمل را ادامه داد. افزایش روابط با بلوک شرق و اتحاد جماهیر شوروی همچنان ادامه داشت و تجارت دو جانبه هنوز برقرار بود. وی توسعه بخش خصوصی در صنعت را تشویق کرد. برنامه پنج ساله توسعه اقتصادی و اجتماعی را که در ژانویه ۱۹۸۶ شروع شده‌ بود تا مارس ۱۹۹۲ ادامه داد. با تطبیق این برنامه، رشد اقتصادی افغانستان که تا سال ۱۹۸۵ سالانه کمتر از ۲ بود، باید به ۲۵ درصد می رسید؛ صنعت ۲۸ درصد، کشاورزی ۱۶ درصد، تجارت داخلی ۱۵۰ درصد و تجارت خارجی باید ۱۵ درصد رشد را در پی می‌داشت. همان‌طور که از یک کشور در حال جنگ انتظار می‌رفت، هیچ‌یک از این اهداف برآورده نشد و اقتصاد افغانستان به رشد سالانه ۲ درصدی خود ادامه داد. قانون اساسی ۱۹۹۰ به بخش خصوصی توجه ویژه‌ای کرد. ماده ۲۰ دربارهٔ تأسیس شرکت‌های خصوصی بود و ماده ۲۵ سرمایه‌گذاری‌های خارجی را در بخش خصوصی تشویق می‌کرد.

### سیاست آشتی ملی
در سپتامبر ۱۹۸۶ نجیب‌الله کمیسیون آشتی ملی (NCC) را تأسیس کرد. هدف این کمیسیون برقراری ارتباط دوجانبه میان حامیان انقلاب ثور و مخالفان آن، در یک مرحله جدید بود. در پایان سال ۱۹۸۶، نجیب‌الله خواستار آتش‌بس شش‌ماهه و شروع گفتگوها برای رسیدن به یک تفاهم ملی‌شد، این بخش، مرحله دوم او در سیاست آشتی ملی به‌شمار می‌رفت. در صورتی‌که این مذاکرات ثمربخش واقع می‌شد، برای پایان انحصار قدرت حزب دموکراتیک خلق، یک دولت ائتلافی تشکیل می‌شد، اما این برنامه شکست خورد. درعوض دولت توانست مجاهدان سرخورده را به عنوان شبه نظامیان دولتی به خدمت بگیرد. از جهات مختلف، آشتی ملی باعث شد تا رژیم دکتر نجیب حمایت بیشتری از شهروندان کشور را به‌دست آورد و نیروهای دفاعی او تثبیت شود.
در سپتامبر ۱۹۸۶ قانون اساسی جدیدی نوشته شد که در ۲۹ نوامبر ۱۹۸۷ به تصویب رسید. این قانون اساسی با لغو حق وتوی مطلق رئیس‌جمهور، اختیارات رئیس دولت را تضعیف کرد. به گفته نجیب‌الله، دلیل این حرکت نیاز به تقسیم قدرت واقعی بود. در ۱۳ ژوئیه ۱۹۸۷ نام رسمی افغانستان از جمهوری دموکراتیک افغانستان به جمهوری افغانستان تغییر یافت و در ژوئن ۱۹۸۸ اعضای شورای انقلاب که توسط رهبری حزب انتخاب می‌شد، جایگزین مجمع ملی شد و مردم می‌توانستند اعضا را انتخاب کنند. موضع سوسیالیستی حزب دموکراتیک خلق حتی بیشتر از گذشته تکذیب شد و در سال ۱۹۸۹ وزیر آموزش عالی شروع به «شوروی زدایی» از دانشگاه‌ها کرد. در سال ۱۹۹۰ حتی یکی از اعضای حزب اعلام کرد که همه اعضای حزب دموکراتیک خلق مسلمان هستند و سیاست مارکسیسم کنار گذاشته شده‌است. بخش‌های زیادی از انحصار اقتصادی دولت افغانستان نیز شکسته شد که بیشتر از هرگونه اعتقاد ایدئولوژیکی، به وضعیت تنگاتنگ مربوط می‌شد. عبدالحکیم میثاق، شهردار کابل، حتی اظهار داشت که قاچاقچیان کالاهای مسروقه تا زمانی که کالاهای آنها به بازار داده شود، تحت پیگرد قانونی قرار نخواهند گرفت. یولی ورونسف، به دستور گورباچف، توانست با رهبری ح.د.خ. ا توافق کند که پست‌های وزیر برنامه‌ریزی، شورای وزیران، وزارت‌های دفاع، امنیت دولتی، ارتباطات، مالیه، ریاست بانک‌ها و دیوان عالی کشور توسط دولت ارائه شود. حزب دموکراتیک خلق هنوز می‌توانست معاونان وزیر، والی‌های ولایات را بدون تأیید شوروی تغییر و تبدیل کند، و اکثریت خود را در بوروکراسی دولتی حفظ کند.

### انتخابات: ۱۹۸۷ و ۱۹۸۸

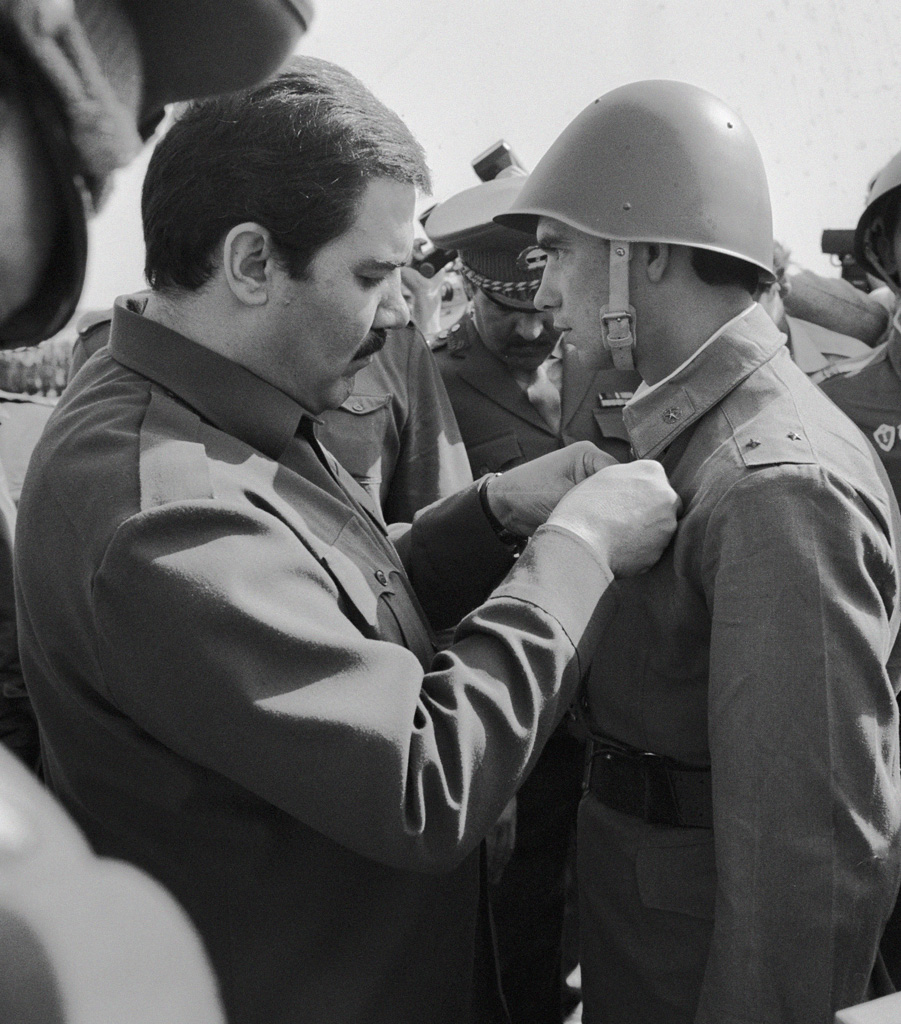
نجیب الله در حال اهدای مدال

انتخابات سال ۱۹۸۷ برگزار شد و نجیب‌الله نیز قانون تشکیل احزاب دیگر و فراهم آوردن پارلمان افغانستان با دو مجلس سنا و مجلس نمایندگان (ولسی جرگه)، و رئیس‌جمهور که به‌طور غیرمستقیم برای یک دوره ۷ ساله انتخاب شود را صادر کرد. احزاب سیاسی جدید باید با استعمار، امپریالیسم، استعمار نو، صهیونیسم، تبعیض نژادی، آپارتاید و فاشیسم مخالفت کنند. نجیب‌الله اظهار داشت که تنها، بخش افراطی اپوزیسیون نمی‌تواند به دولت ائتلافی برنامه‌ریزی شده بپیوندد. هیچ حزبی مجبور نبود که سیاست یا ایدئولوژی حزب دموکراتیک خلق را به اشتراک بگذارد و نمی‌توانند با پیوند بین افغانستان و اتحاد جماهیر شوروی مخالفت کنند. انتخابات پارلمانی در سال ۱۹۸۸ برگزار شد. حزب دموکراتیک خلق ۴۶ کرسی را در مجلس نمایندگان به دست آورد و دولت را با حمایت جبهه ملی، که ۴۵ کرسی به دست آورد و احزاب چپ‌گرا که به تازگی به رسمیت شناخته شده بودند، ۲۴ کرسی را تحت کنترل خود درآوردند. اگرچه انتخابات توسط مجاهدین تحریم شد، اما دولت ۵۰ کرسی از ۲۳۴ کرسی مجلس نمایندگان و همچنین تعداد کمی از کرسی‌های مجلس سنا را خالی گذاشت، به این امید که چریکی‌ها به مبارزه مسلحانه خود پایان دهند و در دولت سهیم شوند. تنها حزب مخالف مسلح که با دولت صلح کرد حزب‌الله بود، یک حزب کوچک شیعه که نباید با حزب بزرگتر در ایران یا سازمان لبنان اشتباه گرفته شود.

### اعلان وضعیت اضطرار
چندین شخصیت روشنفکر مخالف یا موافق رژیم که پیشنهاد نجیب‌الله را جدی گرفته بودند، با وضع شدن وضعیت اضطرار در ۱۸ فوریه ۱۹۸۹، چهار روز پس از خروج اتحاد جماهیر، امیدهای شان با خاک یکسان شد. تنها در ماه فوریه ۱۷۰۰ روشنفکر بازداشت شدند و تا نوامبر ۱۹۹۱ دولت همچنان بر آزادی بیان نظارت و محدودیت وضع می‌کرد. مشکل دیگر این بود که اعضای حزب سیاست او را نیز جدی گرفتند، نجیب‌الله اظهار داشت که اکثر اعضای حزب احساس «وحشت و بدبینی» می‌کنند. در دومین کنفرانس حزب، اکثریت اعضا، شاید تا ۶۰ درصد، سوسیالیست‌های رادیکال بودند. به گفته مشاوران اتحاد جماهیر شوروی (در سال ۱۹۸۷)، بحثی تلخی در درون حزب بین کسانی که طرفدار اسلامی شدن حزب بودند و کسانی که می‌خواستند از دستاوردهای انقلاب ثور دفاع کنند، آغاز شده بود. مخالفت با سیاست آشتی ملی وی در سراسر حزب، به ویژه از طرف کارملیست‌ها، روبرو شد. بسیاری از مردم از تخصیص منابع دولتی کمی که دولت افغانستان در اختیار داشت، حمایت نمی‌کردند. از سوی دیگر، چندین عضو در حال اعلام شعارهای ضد شوروی بودند زیرا برنامه آشتی ملی را متهم می‌کردند که اتحاد جماهیر شوروی از آن حمایت کرده و آن را توسعه می‌دهد. نجیب‌الله به مخالفان بین حزبی اطمینان داد که از دستاوردهای حزب دست نخواهد کشید: 
 انقلاب ثور، آن را حفظ کنید، انحصار حزب دموکرات خلق را بر قدرت رها نکنید، یا بروید و با ملاهای مرتجع همکاری کنید.

## سال‌های پایانی و مرگ
چندی پیش از سقوط کابل در ۸ ثور ۱۳۷۱، نجیب به سازمان ملل متحد تقاضای پناهندگی کرد که به او اعطا شد. با این حال، تلاش او برای فرار به فرودگاه توسط نیروهای عبدالرشید دوستم خنثی‌شده و بی‌نتیجه ماند. دوستم که هنگامی به او وفادار بود، در این هنگام با احمد شاه مسعود که فرودگاه را تحت کنترل قرار داشت، متحد شد.
نجیب در هنگام انتظار در مجتمع سازمان ملل متحد در کابل، که برای به مذاکره‌هایی دربارهٔ انتقال امن او به هند می‌پرداختند، شروع به ترجمهٔ کتاب بازی بزرگ از پیتر هاپکرک به زبان مادری‌اش پشتو کرد. دولت هند در پی مسئلهٔ اعطای پناهندگی سیاسی به نجیب و انتقال او به خارج از کشور، در یک موقعیت دشوار قرار گرفته بود. حامیان ادعا کردند که او همیشه به دولت هند نزدیک بوده، پس احتمال رد تقاضای پناهندگی او وجود ندارد، اما دیگران گفتند: انجام این کار احتمالاً برای هند در رابطه با دولت شکل گرفتهٔ مجاهدین تحت توافقنامهٔ پیشاور خطرساز خواهد شد.
هند به او اجازهٔ پناهندگی در سفارتش را نداد و بیان کرد که اینکار احتمالاً باعث ایجاد یک «رقابت شبه‌قاره‌ای» شده و اقدامات تلافی‌جویانه در برابر جامعهٔ هندو افغان را دربر خواهد داشت، و استدلال کرد که نجیب به مراتب در ساختمان سازمان ملل متحد امن‌تر خواهد بود. تمام تلاش‌ها شکست خورد و او در نهایت در مقر سازمان ملل متحد در کابل پناهنده شد، جایی که او تا سال ۱۹۹۶ باقی ماند.
در سال ۱۹۹۴، بادراکومار یک دیپلمات ارشد هند به کابل فرستاده شد و با احمد شاه مسعود، وزیر دفاع، در مورد تحکیم روابط با مقامات افغانستان، بازگشایی سفارت، و اجازه دادن نجیب برای پرواز به هند مذاکره کرد، اما مسعود این درخواست را رد کرد. بادراکومار در سال ۲۰۱۶ نوشت که معتقد است که مسعود نمی‌خواست که نجیب کشور را ترک کند، زیرا قصد استفادهٔ استراتژیک از او را داشت و «احتمالاً امید به زندگی مشترک با نجیب در جایی در بطن زمان وجود داشت، زیرا نجیب سیاستمداری خارق‌العاده بود که به عنوان یک دارایی استراتژیک باید در کنار او می‌بود». در آن زمان، مسعود فرماندهی نیروهای دولتی را برعهده داشت و با نیروهای شبه‌نظامیان دوستم و گلبدین حکمتیار در طول جنگ‌های کابل مشغول به جنگ بود.
در سپتامبر ۱۹۹۶، زمانی که طالبان در حال ورود به کابل بودند، مسعود به نجیب فرصتی داد تا از پایتخت فرار کند. نجیب خودداری کرد. دلیل اینکه او چرا خودداری کرد دقیقاً مشخص نیست. مسعود ادعا کرد که نجیب می‌ترسید که «اگر او با تاجیک فرار کند، برای همیشه نزد پشتون‌ها نفرین می‌شود.» افراد دیگر مانند ژنرال اسحاق توخی، که با نجیب تا روز قبل از شکنجه و قتلش همراه بود، اظهار کردند که اعتماد نجیب نسبت به مسعود کاهش‌یافته بود، زیرا شبه‌نظامیان به‌طور متدوام به سازمان ملل متحد موشک شلیک می‌کردند و مسعود به‌طور مؤثر مانع ترک اولیهٔ نجیب از کابل شده بود. اسحاق توخی بیان کرد: «اگر مسعود می‌خواست که نجیب به صورت امن از کابل خارج شود، می‌توانست مانند انتقال سایر مقامات عالی رتبهٔ حزب کمونیست در بین سال‌های ۱۹۹۲ تا ۱۹۹۶، این فرصت را برایش فراهم سازد.»
در شامگاه ۲۶ سپتامبر ۱۹۹۶ نجیب در ساختمان سازمان ملل متحد بود که نیروهای طالبان به سراغ او رفتند. طالبان او را از سازمان ملل ربوده و به مرگ شکنجه کردند، سپس جسدش را در پشت خودرویی بستند و در خیابان‌های کابل به نمایش گذاشتند. سرنوشت برادر او، شاهپور احمدزی، نیز همانگونه بود. صبح روز بعد طالبان برای این‌که به مردم نشان بدهند که یک دورهٔ جدید آغاز شده، اجساد نجیب و شاهپور را روبروی کاخ ریاست جمهوری ارگ (چهارراه آریانا) بر روی تیرهای چراغ راهنمایی آویزان کردند. بنابر گزارش روزنامه‌نگار رابرت پری  برای تمسخر، در میان انگشتان بی‌جان جسدشان پول و سیگار گذاشتند. طالبان مانع برگزاری مراسم تشییع جنازه، خواندن نماز و غسل میت برای نجیب و شاهپور در کابل شدند. اجساد بعداً به کمیته بین‌المللی صلیب سرخ تحویل داده شد و پس از آن به گردیز در ولایت پکتیا انتقال یافت، جایی که اقوام احمدزی پس از خواندن نماز و اجرای مراسم تشییع جنازهٔ اسلامی آن‌ها را به خاک سپردند.
در ژوئیهٔ سال ۲۰۱۵ اعضای گروه طالبان، بقایای جسد نجیب را از قبر بیرون کشیدند و نابود کردند.

### واکنش‌ها
اخبار قتل نجیب، به خصوص در جهان اسلام، با محکومیت گسترده بین‌المللی روبرو شد. سازمان ملل متحد بیانیه ای صادر کرد که کشتار نجیب‌الله را محکوم کرده و ادعا کرد که این امر افغانستان را بی‌ثبات خواهد کرد. طالبان با صدور حکم اعدام برای دوستم، مسعود و برهان‌الدین ربانی جواب دادند. هند، که از نجیب حمایت می‌کرد، قتل او را به شدت محکوم و در تلاش برای مهار ظهور طالبان شروع به حمایت از احمد مسعود و «ائتلاف شمال»، کرد.
در سال ۲۰۱۶، در بیستمین سالگرد مرگ نجیب، مرکز تحقیقات افغانستان، پاکستان را به خاطر مرگ او متهم کرد و ادعا کرد که برنامه کشتن نجیب الله توسط پاکستان اجرا شده‌است.
مشاور امنیت ملی افغانستان حمدالله محب در ۱ ژوئن ۲۰۲۰ به قبر او در گردیز سفر کرد، همسر نجیب، فتانه نجیب گفت: قبل از ساخت یک مقبره برای او، دولت باید دربارهٔ ترور او بررسی کند.

## میراث
پس از مرگ نجیب‌الله، جنگ دردناک داخلی بین جناح‌های مجاهدین و رژیم طالبان ادامه یافت و در پی تحمل مشکلات فساد و فقر تصویر او در میان مردم افغانستان به‌طور چشمگیری بهبود یافته و نجیب به عنوان رهبری قوی و میهنی شناخته شد. از حدود دههٔ ۲۰۱۰ پوستر و تصاویر او در بسیاری از ولایت‌های افغانستان دیده می‌شود.
در سال ۱۹۹۷، «حزب وطن دموکراتیک افغانستان» تشکیل شد و در سال ۲۰۰۳، به منظور متحد کردن اعضای سابق حزب دموکراتیک خلق، که قبلاً توسط نجیب رهبری می‌شد، حزب جدید با نام «حزب متحد ملی» تشکیل شد.